# Rocky Point, Jamaica
Rocky Point är en ort i Jamaica.   Den ligger i parishen Clarendon, i den södra delen av landet, 60 km sydväst om huvudstaden Kingston. Rocky Point ligger 1 meter över havet och antalet invånare är 3 152. Den ligger på ön Jamaica.
Terrängen runt Rocky Point är platt. Havet är nära Rocky Point åt sydväst.  Närmaste större samhälle är Hayes, 11,6 km norr om Rocky Point. 